# Jeannie Whayne
Jeannie M. Whayne (* 23. Mai 1948) ist eine US-amerikanische Historikerin. Ihr Forschungsschwerpunkt liegt auf der Geschichte der Landwirtschaft und der Geschichte der Südstaaten. Hierbei betrachtet sie die Lower Mississippi Delta Region (besonders Arkansas) und untersucht das dortige historische Zusammenspiel sozialer und kultureller Aspekte mit race relations, Veränderungen in den Umweltbedingungen, sowie Veränderungen in der Landwirtschaft.

## Leben
Whayne studierte an der University of California, San Diego und erhielt dort 1979 einen Bachelor of Arts, 1981 einen Master of Arts und 1989 einen Ph.D. Im Frühling 1989 war sie Lecturer am History Department der San Diego State University. Im Sommer desselben Jahres war sie Lecturer am History Department des San Diego City College. Anschließend lehrte sie von 1989 bis 1990 als Assistant Professor am History Department der Western Washington University. 1990 wechselte sie an die University of Arkansas, wo sie seitdem am History Department der Universität lehrt, von 1990 bis 1996 als Assistant Professor, von 1996 bis 2004 als Associate Professor und seit 2004 als Professorin. Von 1998 bis 2008 war sie Vorsitzende des History Department.
Neben ihrer Lehrtätigkeit an der University of Arkansas war sie von 1992 bis 1993 Research Fellow am Carter G. Woodson Institute der University of Virginia und von 1999 bis 2005 Direktorin des Arkansas Center for Oral and Visual History. Des Weiteren war sie von 1990 bis 2008 Schatzmeisterin der Arkansas Historical Association sowie von 1990 bis 2003 Herausgeberin des Arkansas Historical Quarterly. Von Juni 2013 bis Juni 2014 war sie Präsidentin der Agricultural History Society.
Whayne ist Mitglied der Agricultural History Society, der American Historical Association, der Arkansas Association of College History Teachers, der Arkansas Historical Association, der Conference of Historical Journals, der Organization of American Historians, der Rural Women’s Studies Association, der Southern Association of Women Historians, der Southern Historical Association und der Southern Studies Institute.
Whayne erhielt insgesamt dreimal den Arkansiana Award der Arkansas Library Association. Zusammen mit Willard B. Gatewood erhielt sie den Virginia C. Ledbetter Prize in der Kategorie Best Book in Arkansas Studies in 1993 für Arkansas Delta: A Land of Paradox. Ihr Buch Delta Empire: Lee Wilson and the Transformation of Agriculture in the New South erhielt den J. G. Ragsdale Book Award der Arkansas Historical Association. Seit 2010 ist sie Fellow der Agricultural History Society. 2014 erhielt Whayne den Lifetime Achievement Award der Arkansas Historical Association.

## Veröffentlichungen (Auswahl)
- Jeannie Whayne, Willard Gatewood [Hrsg.]: The Arkansas Delta: Land of Paradox (1993, Fayetteville, University of Arkansas Press)
- Jeannie Whayne [Hrsg.]: Shadows Over Sunnyside: Evolution of a Plantation in Arkansas, 1830-1945 (1993, Fayetteville, University of Arkansas Press)
- Jeannie Whayne, Timothy P. Donovan, Willard B. Gatewood [Hrsg.]: The Governors of Arkansas (1995, 2. Edition, Fayetteville: University of Arkansas Press)
- Jeannie Whayne [Hrsg.]: Cultural Encounters in the Early South: Indians and Europeans in Arkansas (1995, Fayetteville: University of Arkansas Press)
- Jeannie Whayne: A New Plantation South: Land, Labor, and Federal Favor in Twentieth Century Arkansas (1996, Charlottesville: University Press of Virginia)
- Nancy Williams, Jeannie Whayne [Hrsg.]: Arkansas Biography: A Collection of Notable Lives (2000, Fayetteville: University of Arkansas Press)
- Jeannie Whayne, Tom DeBlack, George Sabo, Morris S. Arnold: Arkansas: A Narrative History (2002, Fayetteville: University of Arkansas Press)
- Todd G. Shields, Jeannie M. Whayne, Donald R. Kelley [Hrsg.]: The Clinton Riddle: Essays on the Forty-second President (2004, Fayetteville: University of Arkansas Press)
- Patrick Williams, S. Charles Bolton, Jeannie Whayne [Hrsg.]: A Whole Country in Commotion: The Louisiana Purchase and the American Southwest (2005, Fayetteville: University of Arkansas Press)
- Jeannie Whayne: Delta Empire: Lee Wilson and the Transformation of Agriculture in the New South (2011, Baton Rouge: Louisiana State University Press)
- Angie Maxwell, Todd Shields, Jeannie Whayne: The Ongoing Burden of Southern History: Politics and Identity in the 21st Century South (2012, Baton Rouge: Louisiana State University Press)